# Нейропатическая боль
Нейропати́ческая боль — это вид боли, который, в отличие от обычной боли, возникает не вследствие реакции на физическое повреждение, а в результате патологического возбуждения нейронов в периферической или центральной нервной системе, отвечающих за реакцию на физическое повреждение организма (обычную боль). Нейропатическая боль может быть ассоциирована с аномальными ощущениями (дизестезия) или болью, вызываемой стимулами, которые в норме не вызывают боли (аллодиния). Она может быть постоянной или эпизодической. Последняя бывает пронзающей или похожей на удары электрическим током. Общие качества включают жжение или холод, ощущения мурашек и иголок, онемение и зуд. Причиной нейропатической боли могут быть патологические процессы в периферической и центральной нервной системе. Таким образом, различают периферическую нейропатию, нейропатическую боль центрального и смешанного генеза.
Нейропатическая боль поражает 7–8 % населения Европы, а у 5 % людей она может быть тяжёлой.

## Клинические проявления
Нейропатические боли, как правило, имеют хроническое течение субъективной характеристики. Больные используют такие определения боли, как жгучая, колющая, стреляющая, режущая. Для этих болей характерен комплекс специфических сенсорных расстройств, которые можно разделить на две группы. С одной стороны, это позитивные спонтанные (спонтанная боль, дизестезии, парестезии) и вызванные (аллодиния, гипералгезия, гиперестезия, гиперпатия) симптомы, с другой — негативные (гипестезия, гипалгезия) симптомы выпадения функции повреждённых структур. Для НБ характерна комбинация позитивных и негативных симптомов, меняющаяся у одного и того же больного в течение заболевания.
Очень характерным для нейропатического вида боли является феномен аллодинии — появление боли в ответ на стимул, который у здоровых людей её не вызывает. В таких случаях больные испытывают сильные боли при малейшем прикосновении, иногда даже при дуновении ветра.
Различают температурную и механическую аллодинию. Механическая подразделяется на статическую, которая появляется при давлении на фиксированную точку кожного покрова, и динамическую, возникающую при движущихся стимулах (раздражение кожи кисточкой или пальцем).
При гипералгезии чувствительность к болевому стимулу оказывается значительно выше, чем ожидается в норме. При гиперпатии субъективный ответ как на болевой, так и на неболевой стимулы является чрезмерным и часто сохраняется в течение долгого времени после прекращения раздражения. Чувства щекотания, безболезненного покалывания и другие подобные ощущения относятся к парестезиям; если эти ощущения причиняют боль, их называют дизестезиями. Типичный пример НБ — феномен невралгии (тригеминальная, постгерпетическая). Одним из характерных симптомов НБ является каузалгия — интенсивная упорная жгучая боль, нередко носящая ланцинирующий характер, сочетающаяся с аллодинией и гиперпатией и часто сопровождающаяся сосудистыми и трофическими нарушениями. Сочетание жгучей боли с выраженными трофическими расстройствами, а также эффективность в части случаев симпатических блокад послужили поводом для предположения об участии в формировании этой боли симпатической нервной системы. Такую боль называют также симпатически поддерживаемой болью.
Клиническими признаками НБ являются:
— отсутствие причины для прямого раздражения ноцицепторов на периферии (травмы, воспаления, ишемии);
— персистирующий, длительный характер боли;
— неэффективность анальгетиков для купирования боли;
— локализация боли в зоне сенсорного дефекта, соответствующего поражению какого-либо отдела нервной системы;
— наличие стимулозависимых болевых феноменов — аллодинии, гипералгезии, гиперестезии, гиперпатии;
— сочетание с вегетативными расстройствами в области боли в виде снижения кровотока, гипер- или гипогидроза и т. д.;
— сочетание с моторными расстройствами;
— частое ухудшение самочувствия по ночам.
В жалобах пациентов патогномоничными дескрипторами боли считаются следующие определения: жгучая, стреляющая, дергающая, режущая или сравнимая с ощущением прохождения электрического тока.
Для НБ характерны коморбидные расстройства, в частности, нарушения сна, расстройства настроения в виде симптомов депрессии и тревоги. Распространённость депрессивных и тревожных расстройств у пациентов с НБ значительно выше, чем в общей популяции. У больных с сочетанием хронической боли и депрессии качество жизни хуже, а интенсивность боли выше. Тревога также является частым коморбидным состоянием при НБ. Пациенты с хронической болью обычно испытывают тревогу как результат стресса от жизни с болью. Боль может вызывать изменения уровня тревоги, а повышенная тревога способна усилить восприятие боли.

## Причины
Нейропатическая боль центрального генеза наблюдается при повреждениях спинного мозга, рассеянном склерозе, иногда при инсультах. Кроме диабета, самыми частыми причинами болей при периферической нейропатии являются герпесвирусная инфекция, ВИЧ-ассоциированная нейропатия, недостаток некоторых питательных веществ, действие токсинов, паранеопластический синдром, расстройства иммунной системы, травмы нервных стволов. Периферическая полинейропатия — самый частый симптом при болезни Фабри. Нейропатическая боль часто встречается при онкологических заболеваниях; она вызывается прямым воздействием опухоли на периферические нервы (например, путём сдавления) или как побочный эффект химиотерапии, лучевой терапии или хирургического вмешательства.

## Патогенез
Выделяют следующие периферические механизмы нейропатической боли:
1. Прямая стимуляция чувствительных нейронов (например, невралгия тройничного нерва, которая может быть вызвана компрессией нерва сосудами в области мостомозжечкового угла).
2. Периферическая сенситизация ноцицепторов медиаторами воспаления и биологически активными веществами (субстанция Р, нейрокинин А, кальцитонин-ген-связанный пептид), приводящая к снижению порога возбуждения ноцицепторов и повышению уровня их активности, что клинически проявляется в гипералгезии и аллодинии.
3. Аномальная эктопическая спонтанная активность повреждённых нервов, источниками которой являются зоны демиелинизации и регенерации нерва, что может быть причиной колющих, стреляющих, жгучих болей и парестезий. Она развивается в результате нестабильности мембранного потенциала за счет увеличения количества и перераспределения тетродотоксин-резистентных натриевых каналов. Избыточной активностью первичных С-афферентов объясняют спонтанную стимулонезависимую НБ.
4. Перекрестное возбуждение соседних волокон за счёт эфаптической передачи электрического импульса. В месте электрического контакта могут взаимодействовать волокна разного диаметра, при этом сигнал распространяется в обоих направлениях. Полагают, что этот механизм лежит в основе стимулозависимых симптомов боли и объясняет ненормальное восприятие безвредной стимуляции при аллодинии и гиперпатии.
5. Повышение активности адренорецепторов на мембранах аксонов, что делает их чувствительными к катехоламинам и норадреналину, выделяющимся из окончаний постганглионарных симпатических волокон. Этот механизм может объяснять зависимость нейрогенной боли от эмоционального стресса и изменения общего состояния организма.
6. «Спрутинг-процесс», в результате которого симпатические волокна прорастают в спинномозговой узел и оплетают в виде корзинок тела чувствительных нейронов, создавая таким образом возможность передачи симпатического возбуждения на проводники соматической чувствительности.
К центральным механизмам нейропатической боли относят центральную сенситизацию, деафферентацию, дезингибицию, активацию дополнительных афферентных путей. Считается, что в центральных отделах нервной системы в условиях НБ происходят нейропластические процессы, в результате которых развивается состояние нарушенного баланса между возбуждающими и ингибиторными процессами. Это состояние описывается под общим названием «центральная сенситизация». Она происходит, когда нейроны задних рогов получают мощный «залп» импульсов от ноцицепторов, и характеризуется тремя основными признаками: избыточным ответом центральных нейронов на надпороговые стимулы, появлением ответов на подпороговую стимуляцию, расширением площади гипералгезии за пределы иннервации поврежденного нерва. При этом в нейронах задних рогов (ядрах спинномозговых нервов) могут развиваться следующие нейрофизиологические феномены:
— временная и пространственная суммация возбуждения;
— нарастающая потенциация (феномен «взвинчивания»), при которой нейроны становятся более чувствительными к последующим импульсам. Этот феномен опосредован NMDA-рецепторами;
— ответ нейронов на раздражения, наносимые вне зоны их иннервации;
— длительная потенциация;
— длительное центральное облегчение;
— устойчивая деполяризация;
— редукция порога возбуждения, когда неболевые стимулы активируют ноцицепторы.
Повышенную спонтанную активность нейронов считают основным механизмом стимулонезависимой боли. Возникновение стимулозависимых феноменов (аллодинии, гипералгезии) связывают с аномальной активацией нейронов задних рогов A-волокнами за счет их прорастания в наружные пластины заднего рога (спрутинг-процесс), изменений нейрохимического состава и нарушения центральных тормозных влияний.
Все описанные выше изменения нейрональной активности характерны не только для клеток заднего рога спинного мозга, но также и для супрасегментарных структур болевой чувствительности, включая кору головного мозга.
Деафферентация возникает при повреждении соматосенсорных путей, например, нерва, и заключается в растормаживании нейронов и усилении передачи болевых импульсов к вышележащим структурам ЦНС. То есть нейрональная активность генерируется не в поврежденном нейроне, а в нейронах высшего порядка.
Дезингибиция представляет собой дефицит процессов, ингибирующих передачу ноцицептивной информации. Функциональная недостаточность нисходящих антиноцицептивных систем околоводопроводного серого вещества, ядер шва, диффузного ноцицептивного ингибирующего контроля (за счет опиатной, серотонинергической, норадренергической медиации) может определять окончательные характеристики болевого синдрома (интенсивность, длительность и т. д.).
Активация дополнительных (или так называемых замаскированных, интактных у здорового человека) афферентных путей происходит вследствие «блокады» восходящего болевого потока (повреждения соматосенсорной системы). Указанный механизм имеет в определенной мере компенсаторный характер, поскольку для нормальной работы антиноцицептивных систем необходимо сохранение потока болевой афферентации.